# 奧西米戈維奇
50°55′30″N 24°47′35″E / 50.92500°N 24.79306°E
奧西米戈維奇（烏克蘭語：Осьмиговичі），是烏克蘭的村落，位於該國西部沃倫州，由科韋利區負責管轄，始建於1545年，面積2.1平方公里，海拔高度195米，2025年人口357，人口密度每平方公里245.71人。